# Pizzarománc (film, 2018)
A Pizzarománc (eredeti cím: Little Italy) 2018-ban bemutatott amerikai–kanadai romantikus filmvígjáték, amelyet Steve Galluccio és Vinay Virmani forgatókönyvéből Donald Petrie rendezett. A főbb szerepekben Emma Roberts, Hayden Christensen, Alyssa Milano, Adam Ferrara és Gary Basaraba látható. Lionsgate.
Az Amerikai Egyesült Államokban 2018. szeptember 2-án jelent meg a Lionsgate forgalmazásában, Kanadában 2018. augusztus 24-én, Magyarországon 2018. november 8-án mutatták be a mozikban.

## Rövid történet
Leo (Hayden Christensen) és Nikki (Emma Roberts) együtt nőttek fel Toronto Little Italy negyedében, szüleik pizzériájában töltve idejüket. Nikki felnőttként Angliába költözik, ahol szakácsnak tanul. Egy munka miatt haza kell térnie, de otthon azzal szembesül, hogy saját és Leo szülei baráti kapcsolata megromlott és a két család viszonya az ellenségeskedésig fajult. Eközben Leóval is egymásba szeretnek.

## Szereplők
| Szereplő                  | Színész            | Magyar hang        |
| ------------------------- | ------------------ | ------------------ |
| Nicoletta "Nikki" Angioli | Emma Roberts       | Bogdányi Titanilla |
| Nikki fiatalon            | Ava Preston        | Azurák Zsófia      |
| Leonard "Leo" Campoli     | Hayden Christensen | Moser Károly       |
| Leonard "Leo" Campoli     | Hayden Christensen | Szatory Dávid      |
| Leo fiatalon              | Nicky Cappella     | Sándor Barnabás    |
| Dora Angioli              | Alyssa Milano      | Kökényessy Ági     |
| Salvatore "Sal" Angioli   | Adam Ferrara       | Takátsy Péter      |
| Vincenzo "Vince" Campoli  | Gary Basaraba      | Faragó András      |
| Amelia Campoli            | Linda Kash         | Zakariás Éva       |
| Luigi (Lee Tsao Pin)      | Andrew Phung       | Barát Attila       |
| Gina                      | Cristina Rosato    | Czető Zsanett      |
| Carlo                     | Danny Aiello       | Szersén Gyula      |
| Franca                    | Andrea Martin      | Szirtes Ági        |
| Corrine                   | Jane Seymour       | Kovács Nóra        |
| Jessie                    | Amrit Kaur         | Csuja Fanni        |
| Jogi                      | Vas Saranga        | Gacsal Ádám        |

## Fordítás
- Ez a szócikk részben vagy egészben  a   Little Italy (2018 film) című angol Wikipédia-szócikk fordításán alapul.  Az eredeti cikk szerkesztőit annak laptörténete sorolja fel. Ez a jelzés csupán a megfogalmazás eredetét és a szerzői jogokat jelzi, nem szolgál a cikkben szereplő információk forrásmegjelöléseként.